# 长沙坝水库
长沙坝水库是中国四川省内江市威远县观英滩镇境内的一座水库，位于沱江小支流威远河上，建于1971年。水库正常库容为3325万立方米，集雨面积为142平方千米，海拔为481.5米。